# Suppasit Jongcheveevat
Cette page contient des caractères thaïs. En cas de problème, consultez Aide:Unicode ou testez votre navigateur.
Pour les articles homonymes, voir Mew.
 (octobre 2023).
La mise en forme du texte ne suit pas les recommandations de Wikipédia : il faut le « wikifier ».
Les points d'amélioration suivants sont les cas les plus fréquents. Le détail des points à revoir est peut-être précisé sur la page de discussion.
- Les titres sont pré-formatés par le logiciel. Ils ne sont ni en capitales, ni en gras.
- Le texte ne doit pas être écrit en capitales (les noms de famille non plus), ni en gras, ni en italique, ni en « petit »…
- Le gras n'est utilisé que pour surligner le titre de l'article dans l'introduction, une seule fois.
- L'italique est rarement utilisé : mots en langue étrangère, titres d'œuvres, noms de bateaux, etc.
- Les citations ne sont pas en italique mais en corps de texte normal. Elles sont entourées par des guillemets français : « et ».
- Les listes à puces sont à éviter, des paragraphes rédigés étant largement préférés. Les tableaux sont à réserver à la présentation de données structurées (résultats, etc.).
- Les appels de note de bas de page (petits chiffres en exposant, introduits par l'outil «  Source ») sont à placer entre la fin de phrase et le point final[comme ça].
- Les liens internes (vers d'autres articles de Wikipédia) sont à choisir avec parcimonie. Créez des liens vers des articles approfondissant le sujet. Les termes génériques sans rapport avec le sujet sont à éviter, ainsi que les répétitions de liens vers un même terme.
- Les liens externes sont à placer uniquement dans une section « Liens externes », à la fin de l'article. Ces liens sont à choisir avec parcimonie suivant les règles définies. Si un lien sert de source à l'article, son insertion dans le texte est à faire par les notes de bas de page.
- La présentation des références doit suivre les conventions bibliographiques. Il est recommandé d'utiliser les modèles {{Ouvrage}}, {{Chapitre}}, {{Article}}, {{Lien web}} et/ou {{Bibliographie}}. Le mode d'édition visuel peut mettre en forme automatiquement les références.
- Insérer une infobox (cadre d'informations à droite) n'est pas obligatoire pour parachever la mise en page.

Pour une aide détaillée, merci de consulter Aide:Wikification.
Si vous pensez que ces points ont été résolus, vous pouvez retirer ce bandeau et améliorer la mise en forme d'un autre article.
 (octobre 2023).
- Si vous ne connaissez pas le sujet, laissez ce bandeau (vous pouvez alors contacter les auteurs).
- Si vous supprimez le contenu mis en cause (vous pouvez préalablement contacter les auteurs),

argumentez précisément cette suppression dans la page de discussion
(un manque de référence n'est pas un argument ; une recherche réelle de référence doit avoir été effectuée, être formellement documentée).
Suppasit Jongcheveevat (en thaï : ศุภศิษฏ์ จงชีวีวัฒน์), surnommé Mew (thaï : มิว), né le 21 février 1991 à Nonthaburi en Thaïlande est un acteur, auteur-compositeur-interprète, mannequin, producteur thaïlandais.

## Biographie

### Enfance et formations
Mew Suppasit est né le 21 février 1991. Son père est Boonsak Jongcheveevat et sa mère est Suporn Jongcheveevat. Il a une sœur cadette, Jomkwan Jongcheveevat. Il est diplômé du lycée Kasetsart University Laboratory School (en) (Satit Kaset), avec les sciences et les mathématiques pour matières principales.
Il passe son baccalauréat universitaire (équivalent de la licence) à l'Université Kasetsart, dans la spécialité Génie industriel et obtient la plus grande distinction (médaille d'or) en finissant parmi les meilleurs. Il obtient ensuite sa maîtrise en Génie industriel à l'Université Chulalongkorn et prépare actuellement un doctorat avec pour thèse un modèle mathématique sur la surréservation (overbooking) destiné aux compagnies aériennes et à l'hôtellerie,.

### Carrière

#### Acteur

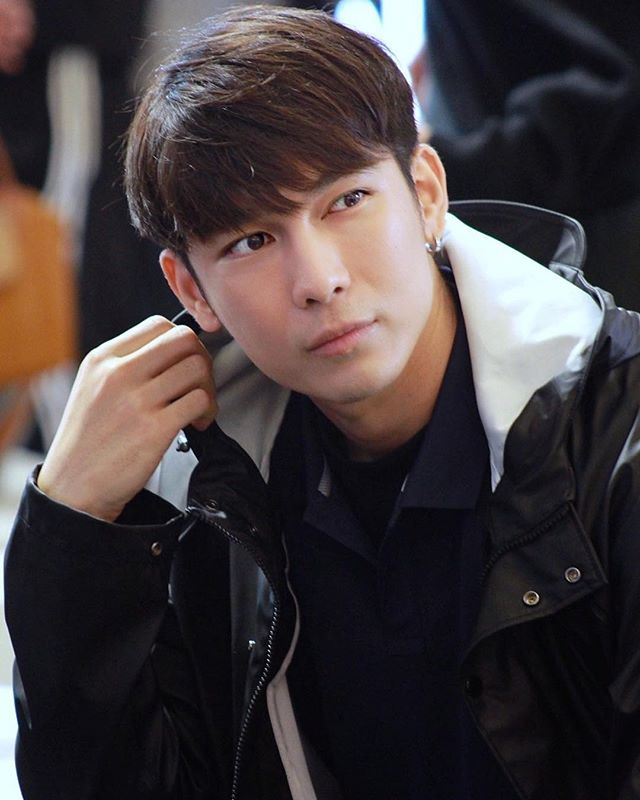
Mew Suppasit Jongcheveevat en 2019

Avant d'obtenir en 2017 son premier rôle dans la série Boys' Love (BL) thaïlandaise I Am Your King, Mew Suppasit tourne dans des courts-métrages, publicités et clips vidéos. Il participe à la version thaïlandaise de l'émission de télé-réalité australienne Take Me Out Thailand puis au spin-off de celle-ci Take Me Out Reality Thailand, où les candidats participent à des activités de rencontres telles que des parcs à thème, des rendez-vous avec pique-nique, etc.
En 2018, Mew Suppasit obtient le rôle de Pree, son premier rôle principal, dans la série BL What The Duck The Series. La diffusion de la deuxième saison, What The Duck 2 : The Final Call, débute le 18 mars 2019 sur Line TV.
En janvier 2019, Mew Suppasit est choisi avec Gulf Kanawut Traipipattanapong pour jouer respectivement Tharn et Type, principaux protagonistes deTharnType : The Series de GMM One et LINE TV. Grâce à la popularité immédiate de la série et du casting principal en Thaïlande et auprès du public international, la production d'une deuxième saison démarrent en 2020. Mais en raison de la pandémie mondiale due à la Covid-19, le tournage est reporté pour assurer la sécurité des acteurs et de l'équipe technique. Le premier épisode de Tharntype The Series 2 : 7 Years of Love est diffusé le 6 novembre 2020. La même année, Mew Suppasit et Gulf Kanawut font une apparition dans un épisode de la série Why R U? en tant que Tharn et Type.
Dans une conférence de presse mondiale le 19 novembre 2020, Mew Suppasit annonce plusieurs futurs projets dont sa première série TV dramatique intitulée Aquarium Man avec lui-même en tant qu'acteur principal et producteur exécutif. En 2021, il en change le nom pour The Ocean Eyes,. Le tournage prévu initialement début 2021 devrait commencer en mars 2022 (retardé de nombreuses fois en raison de la pandémie mondiale).
Mew Suppasit a joué dans un court métrage d'action sorti le 9 mars 2021 intitulé Undefeated de Garena Free Fire TH, aux côtés de Yaya Urassaya et Luke Voyage, pour promouvoir le jeu vidéo Free Fire en Thaïlande.
En artiste indépendant, Mew enchaine les tournages, s'essayant à différents genres : films et séries d'action, d'horreur et comédies romantiques. En 2024, sort The Package, premier long métrage.

#### Auteur-compositeur-interprète
Le 1er août 2020, Mew Suppasit sort son premier single intitulé Season of You lors d'une conférence de presse mondiale, débutant ainsi officiellement sa carrière de chanteur. Il sort ensuite d'autres titres : Nan Na featured par NICECNX le 19 novembre 2020 lors d'une conférence de presse mondiale et annonce la sortie d'un album complet pour l'année suivante. Good Day le 4 février 2021 ; Thanos écrit et composé par Wan Soloist, auteur-compositeur-interprète thaïlandais, le 14 mars 2021 ; et le 18 juin 2021, Mew Suppasit sort son cinquième single intitulé Summer Fireworks. C'est sa première chanson en tant qu'auteur-compositeur qu'il a écrite pour tenir sa promesse faite à l'une de ses fans, Summer décédée en juillet 2020. Elle lui avait écrit quelques mots d'amour et d'encouragements qu'elle n'a jamais envoyés.
Le 15 juillet 2021, Mew Suppasit sort la chanson บอกฉัน (Tell me) en collaboration avec la plateforme musicale JOOX pour fêter le 5ème anniversaire de celle-ci.
Le 1er août 2021, date anniversaire de son 1er single Season of You, Mew Suppasit sort son 1er album intitulé 365 (prononcer three-six-five) : 10 chansons dont 2 écrites et composées par lui-même (Summer Fireworks et Drowning) et des collaborations avec des artistes thaïlandais (NiceCNX, Zom Marie, Autta, Wan Soloist...). Le jour-même, l'album 365 se classe n°3 dans les ventes mondiales digitales sur Itunes et devient même n°1 dans 10 pays. Mew Suppasit classe ses 5 nouveaux titres simultanément dans la catégorie World Digital Song Sales de Billboard (n°4 Drowning, n°5 Missing You avec Zom Marie, n°6 Let Me Be avec Autta Kornnn, n°7 More And More et n°8 Time Machine), faisant ainsi l'exploit d'être le 1er artiste thaïlandais à apparaître dans les charts de Billboard habituellement dominés par des artistes américains, ce qui lui vaut d'apparaître dans un article de Forbes pour la première fois,,. Au premier trimestre 2022, Mew Suppasit totalise 23 articles et mentions dans Forbes et 3 dans IBTimes, grâce au classement régulier de ses singles dans la catégorie Hot Trending Songs (powered by Twitter) de Billboard,,.
Le 6 août 2021, Mew Suppasit sort un duo avec la chanteuse Violette Wautier, ก่อนรักกลายเป็นเกลียด (Amour - Haine), qu'il a co-écrit et co-composé pour le Garena FreeFire 4 FEST en Thaïlande. Le clip vidéo sort le 12 novembre 2021.
Le 25 août 2021, Mew Suppasit apparaît en featuring sur la reprise du titre The Way I Am du chanteur américain Gavin Haley.
Le 7 septembre 2021, Mew Suppasit commence une collaboration avec le groupe Indigo. Ils chantent en duo un titre de ce dernier, ผิดที่เป็นฉัน et inversement, une chanson de Mew Suppasit, Summer Fireworks, le 14 septembre 2021.
Le 5 octobre 2021, Mew Suppasit annonce le Global Collaboration Project 2021, collaboration avec des artistes internationaux.
Le 9 octobre 2021, Mew Suppasit représente la Thaïlande à l'Asian Song Festival 2021 en Corée du Sud. Il y interprète pour la première fois Spaceman, premier single du Global Collaboration Project 2021, écrit et produit par le duo londonnien Honne. Le 12 octobre 2021, Spaceman sort sur les plateformes de téléchargement légal, se classant dans les ventes digitales Itunes de 48 pays : n°1 dans 20 pays, dans le top 10 de 13 pays et Mew Suppasit se place 37e dans le Global Digital Artist Itunes. Le clip vidéo est sorti le 17 octobre 2021. Spaceman est resté classé 8 semaines consécutives dans les Hot Trending Songs (powered by Twitter) de Billboard dont 4 dans le top 3.
Le 20 décembre 2021, Mew Suppasit sort Before 4:30 (She said...), le deuxième titre du Global Collaboration Project 2021. La chanson est featured par Sam Kim, chanteur américano-coréen, et écrit et composé par ce dernier. Mew Suppasit présente le clip vidéo le même jour lors d'une conférence de presse mondiale au River Park Iconsiam à Bangkok. Dans le clip, le rôle féminin est joué par Anchilee Scott-Kemmis, Miss Thaïlande 2021 (élue pour l'année 2022). Before 4:30 (She said...) bat les records de Spaceman en se classant dès sa sortie dans les ventes digitales Itunes de 53 pays ; il est n°1 dans 21 pays, n°1 dans la catégorie R&B de 41 pays et se positionne 10e dans le Worldwild Itunes Song Chart, 129e dans le European Itunes Song Chart et Mew Suppasit se place 180ème dans le Global Digital Artist Itunes. Au 17 février 2022, ce dernier titre est présent depuis 8 semaines dans les Hot Trending Songs (powered by Twitter) de Billboard dont 7 dans le top 5,.
Le 31 décembre 2021, à l'occasion du nouvel an, Mew Suppasit sort deux de ses singles ré-arrangés, Season of You (Winter version) et Spaceman (Acoustic version).
Le 8 avril 2022, sort Our Time, la première O.S.T. de Mew Suppasit (série Cupid Time de la chaîne One31).
Le 8 juillet 2022, alors qu'il est tournage en Corée du Sud, sort Forever Love. Ce troisième titre du Global Collaboration Project, "featured" par le chanteur de R&B et rappeur coréen Bumkey, est produit par Tony Oh (Jam Factory). Le jour de la sortie, le titre se classe dans les ventes iTunes de 36 pays (genre Pop : n°2 aux USA, n°3 au Japon et n°1 dans 16 pays ; tous genres : n°1 dans 12 pays, n°2 aux USA et n°27 au Japon ; n°10 mondial). Le clip sort le même jour.
Le 23 octobre 2022, sort Turn Off The Alarm feat. Suho du groupe de Kpop, EXO, le quatrième et dernier titre du Global Collaboration Project. Le clip est présenté lors d'une conférence de presse mondiale en présence de Suho.
Le 3 février 2023, sort พร้อมทำแทนได้ทุกอย่าง (Prêt à tout faire pour vous), OST de la série TANMAN de One31.
Le 11 avril 2023, sort บรรเทา (Soulager), OST de la série dramatique de One31 รักร้าย (Mauvais Amour) dans laquelle Mew Suppasit a un rôle principal aux côtés de l'actrice thaïlandaise, Davikah Horne.
Le 6 octobre 2023, sort la chanson รักได้รักไปแล้ว (L'amour a déjà été aimé), projet Switching Voice de RS MUSIC Thailand. Le clip sort le 9 octobre 2023.
Le 24 octobre 2024, Mew sort une nouvelle chanson "Absence (ช่องว่างหัวใจ)", premier titre de son second album à venir.

#### Mannequin
Remarqué par une agence de mannequins il y a une dizaine d'années, Mew Suppasit fait régulièrement les pages et couvertures de nombreux magazines thaïlandais et étrangers : Praew, Sudsapda, Hisoparty, GQ Thailand, Dont, L'Officiel Hommes Thailand, Hug magazine, Vogue Thailand, Elle Thailand, LIPS Magazine (liste non exhaustive).
En février 2020, Mew Suppasit apparaît dans Harper's Bazaar Thailand avec Gulf Kanawut, son collègue acteur de la série TharnType. Ils sont le premier duo d'acteurs BL (= boy's love) à y figurer dans l'histoire du magazine.
Le 2 septembre 2020, le Cosmopolitan Indonesia annonce que Mew Suppasit serait en couverture pour le 23e anniversaire du magazine féminin. Il est le premier homme à faire la couverture du Cosmopolitan Indonesia.
En janvier 2021, Mew Suppasit est aussi le premier homme Thailandais à faire la couverture du magazine féminin Elle Thailand.
En septembre 2024, Mew est le premier artiste Thailandais à défiler pour la marque BOSS (fashion week de Milan).

#### Mew Suppasit Studio
Le 5 mai 2020, une équipe de direction a été lancée sous le nom de Mew Suppasit Studio pour prendre en charge les futures apparitions officielles concernant Mew Suppasit et ses efforts. Mew Suppasit en est le CEO.
Fin 2021, Mew Suppasit annonce la création de MSS Connection pour étendre les activités de son entreprise à l'international.
Le 11 février 2022, Mew Suppasit est choisi par l'APEC pour représenter la nouvelle génération d'hommes d'affaires en Thaïlande dans sa campagne 2022 dont le spot sera diffusé sur divers supports médiatiques jusqu'en novembre 2022.
Mew Suppasit Studio cesse définitivement ses activités le 31 décembre 2022. Mew Suppasit est désormais représenté par l'agence Sol Skipper CO., Ltd.

#### Autres réalisations
Le 25 septembre 2020, Mew Suppasit participe à une conférence sur l'estime de soi avec Ted x KasetsartU.
Il participe à deux conférences, Wetlands for all et World Weltlands day 2021, les 26 novembre 2020 et 24 février 2021, en tant que conférencier pour parler d'écologie, en particulier la conservation des zones humides.
Le 27 mars 2021, Mew Suppasit est invité à une conférence par Thailand Tomorrow pour parler de soft power (Force douce).
Le 31 mars 2021, l'Université Chulalongkorn de Bangkok l'interviewe pour parler des aptitudes à penser afin de réussir sa vie en tant qu'adolescent.
Mew Suppasit s'implique aussi dans plusieurs œuvres caritatives et participe à des concerts de charité pour l'UNICEF, la lutte contre le cancer, la Covid-19, la protection des animaux.

### ONE SkinLabs
Le 4 décembre 2024, Mew Suppasit, Tul Pakorn Thanasrivanitchai et trois autres cofondateurs (Frung Narikul Ketprapakorn, Dissakul Prasitruangsuk et Bert Treenat Jaiyasan) lancent la marque de cosmétiques ONE SkinLabs.

### Vie privée
Mew Suppasit est en couple avec l'acteur Tul Pakorn Thanasrivanitchai. Le 12 juillet 2024, l'émission Thaï "My Ambulove" sur Youtube leur a consacré un épisode où ils ont longuement parlé de leur relation.
Le 24 octobre 2024, Mew demande Tul en mariage lors de la conférence de presse pour son nouveau single "Absence (ช่องว่างหัวใจ)", une chanson dédiée à Tul.
Le 28 octobre 2024, Mew Suppasit se fait ordonner moine bouddhiste. Il sort du monastère le 14 novembre suivant.

## Filmographie

### Séries
| Année | Titre                                             | Rôle            | Chaîne TV        | Note                                                                                          | Ref.   |
| ----- | ------------------------------------------------- | --------------- | ---------------- | --------------------------------------------------------------------------------------------- | ------ |
| 2014  | Ban Tuk Kam (บันทึกกรรม)                            | Top             | Channel 3        | Épisode : La Taem (ล่าแต้ม) (Collecte des points)                                               | [ 29 ] |
| 2014  | Ban Tuk Kam (บันทึกกรรม)                            | Get             | Channel 3        | Épisode : Game Na Rok Deead (เกมนรกเดือด) (Enfer brûlant)                                      | [ 30 ] |
| 2014  | Ban Tuk Kam (บันทึกกรรม)                            | Max             | Channel 3        | Épisode : Kwam Lab(Rak)Kong Sup Tar (ความลับ(รัก)ของเซเลป) (Le secret (amour) de la super star) | [ 31 ] |
| 2014  | Soot Ruk Chun La Moon (สูตรรักชุลมุน)                 | Game            | One31            | Épisode 4 : Jao Kwang noi (เจ้ากวางน้อย) (oh ! Petite chérie) (Apparition)                      | [ 32 ] |
| 2014  | Rak Jing Ping Ger (รักจริงปิ๊งเก้อ)                    | Bird            | Bang Channel     | Épisode : Happy Bad Day                                                                       |        |
| 2015  | Liam Jone (เหลี่ยมโจร)                              | Mek             | Channel 3        | Épisode : Nee Bad (หนี้บัตร) (Carte à découvert) (Apparition)                                    | [ 33 ] |
| 2017  | I am your king ผมขอสั่งให้คุณ                         | Professeur Peem | 9NAA Channel     | Apparition                                                                                    | [ 34 ] |
| 2018  | What The Duck รักแลนดิ้ง                             | Pree            | Line TV          | -                                                                                             | [ 35 ] |
| 2019  | What The Duck Final Call Season 2                 | Pree            | Line TV          | -                                                                                             | [ 36 ] |
| 2019  | TharnType: The Series                             | Tharn           | One31            | Rediffusé sur Line TV                                                                         | [ 37 ] |
| 2020  | Why R U?                                          | Tharn           | One31            | Apparition épisodes 1 et 2                                                                    | [ 38 ] |
| 2020  | TharnType The Series 2 : 7 Years Of Love          | Tharn           | One31            | Rediffusé sur LINE TV                                                                         | [ 39 ] |
| 2020  | หกฉากครับจารย์ (Six Scenes)                         | Mew             | Workpoint23      | Dans plusieurs épisodes                                                                       | ,      |
| 2021  | Superแม้น (Super Maen)                             | Maen            | Thai PBS         | Projet Drama For All                                                                          | [ 43 ] |
| 2022  | โรงงานบรรจุรัก (Love Packing Factory)               | Nont            | Workpoint23      | Sitcom                                                                                        | [ 44 ] |
| 2023  | รักร้าย (Bad Love)                                  | Bantao          | One31            | Série dramatique (lakorn)                                                                     | [ 45 ] |
| 2023  | Love Me Again (série comédie romantique)          | Pop Purim       | Viu Thailand     | -                                                                                             |        |
| 2023  | ลมพัดผ่านดาว (Something In The Wind)                | Toss            | CH7              | disponible sur BugabooTV                                                                      |        |
| 2024  | มนต์รักลูกทุ่ง๒๕๖๗ (Mon Rak Lung Thung 2024)           |                 | WeTV             | Remake d'une série Thaï des années 60                                                         |        |
| 2024  | Love is like a cat (série coréenne BL)            | Pi Uno          | Rakuten TV Japan | disponible sur de nombreuses plateformes dont Rakuten Viki pour l'Europe                      | [ 46 ] |
| 2025  | รักสลับลาย (Rak Salab Lai)                          | Tul             | One31            | Série dramatique (lakorn) 1er épisode prévu le 19 mars 2025                                   |        |
| 2025  | HOMEROOM 29 ตัวประกัน (salle principale, 29 otages) | Professeur Wynn | TrueID           | Remake de la série thriller japonaise Mr Hiiragi's homeroom 1er épisode prévu le 28 mars 2025 |        |
|       | The Ocean Eyes (série)                            | Natee           | ?                | Série tournée en 2022, date de diffusion encore inconnue                                      | [ 47 ] |

### Films
| Année | Titre       | Rôle  | Chaîne TV       | Remarque                                              | Ref.   |
| ----- | ----------- | ----- | --------------- | ----------------------------------------------------- | ------ |
| 2021  | Undefeated  | Cho   | web             | court-métrage d'action pour Garena Free Fire Thailand | [ 48 ] |
| 2024  | The Package | Park  | TrueID          | long métrage d'action/horreur                         | [ 49 ] |
|       | Replace Me  | Intai | Halo Production | long métrage d'horreur (sortie en salles à venir)     |        |

### Ambassadeur de marques
| Année       | Publicités télévisées | Note                                           | Ref    |
| ----------- | --------------------- | ---------------------------------------------- | ------ |
| 2021 à 2023 | Skechers Thailand     | -                                              | ,      |
| 2022        | CP Bologna Chili      | campagne jumelée à Singha (marque de boissons) | [ 52 ] |
| 2024        | H&M Thailand          | premier ambassadeur de la marque               |        |
| 2024        | FRED                  | ami de la marque                               |        |
| 2024        | Montblanc             | ami de la marque                               |        |

### Apparitions dans des vidéoclips
| Année | Chanson                                                                     | Artiste                       | Ref.   |
| ----- | --------------------------------------------------------------------------- | ----------------------------- | ------ |
| 2009  | จะรักหรือไม่รัก Feat.กระแต Feat.Kratae (Vas-tu m'aimer ou pas ?)                | Dr. Fuu                       | [ 53 ] |
| 2011  | คำถามอยู่ที่ฉัน คำตอบอยู่ที่เธอ (La question est pour moi, la réponse est pour toi.) | Pancake (Band)                | [ 54 ] |
| 2012  | แฟนน่ารัก (Beau petit-ami)                                                    | Olives                        | [ 55 ] |
| 2017  | ภาพถ่าย (Photo)                                                              | Retrospect                    | [ 56 ] |
| 2020  | It takes two                                                                | STAMP                         | [ 57 ] |
| 2021  | Blush                                                                       | Zom Marie                     | [ 58 ] |
| 2021  | ไม่ต้องพยายาม                                                                 | The Glass Girls (Unit Grande) | [ 59 ] |
| 2024  | ทำใจเก่ง (Great with Goodbyes)                                               | Knomjean                      |        |

## Discographie

### Chansons originales
| Date             | Chanson                         | Remarque                                                                                         | Ref.   |
| ---------------- | ------------------------------- | ------------------------------------------------------------------------------------------------ | ------ |
| 1er août 2020    | Season of You (ทุกฤดู)            | Premier titre                                                                                    | [ 60 ] |
| 19 novembre 2020 | Nan Na                          | Deuxième titre, feat. NiceCNX                                                                    | [ 61 ] |
| 4 février 2021   | Good Day                        | Troisième titre                                                                                  | [ 62 ] |
| 14 mars 2021     | Thanos                          | Quatrième titre                                                                                  | [ 63 ] |
| 18 juin 2021     | Summer Fireworks                | Cinquième titre                                                                                  | [ 64 ] |
| 15 juillet 2021  | บอกฉัน (Tell Me)                 | Collaboration avec JOOX 100x100 season 3 special                                                 | [ 65 ] |
| 1er août 2021    | Drowning (ที่มีเธอ)                | Sixième titre                                                                                    | [ 66 ] |
| 6 août 2021      | ก่อนรักกลายเป็นเกลียด (Love - Hate) | Violette Wautier x Mew Suppasit - Pour FreeFire 4 FEST                                           | [ 67 ] |
| 12 octobre 2021  | Spaceman                        | Premier titre du Global Collaboration Project 2021 Ecrit et produit par Honne                    | [ 68 ] |
| 20 décembre 2021 | Before 4:30 (She said...)       | Deuxième titre du Global Collaboration Project 2021 Ecrit, composé, feat. par Sam Kim            | [ 69 ] |
| 31 décembre 2021 | Season of You (Winter version)  | -                                                                                                |        |
| 31 décembre 2021 | Spaceman (Acoustic version)     | -                                                                                                |        |
| 8 juillet 2022   | Forever Love                    | Troisième titre du Global Collaboration Project 2022 Ecrit, composé, feat. par BUMKEY            | [ 70 ] |
| 23 octobre 2022  | Turn Off The Alarm              | Quatrième et dernier titre du Global Collaboration Project 2022 Feat. Suho du groupe de Kpop EXO | [ 71 ] |
| 24 octobre 2024  | Absence (ช่องว่างหัวใจ)            | Premier titre du deuxième abum à venir                                                           | [ 72 ] |

### Bandes Originales
| Date           | Titre                                           | Note                   | Chaine | Réf.   |
| -------------- | ----------------------------------------------- | ---------------------- | ------ | ------ |
| 8 avril 2022   | Our Time                                        | série Cupid Time       | One31  | [ 73 ] |
| 3 février 2023 | พร้อมทำแทนได้ทุกอย่าง (Prêt à tout faire pour vous) | série TANMAN           | One31  | [ 74 ] |
| 11 avril 2023  | บรรเทา (Soulager)                               | série รักร้าย (Bad Love) | One31  | [ 75 ] |

### Albums
| Date          | Titre              | chansons de l'album | Ref.   |
| ------------- | ------------------ | --- | ------ |
| 1er août 2021 | "365" album studio | 1. Good Day 2. Thanos 3. Missing You, en duo avec Zom Marie 4. Nan Na, featured par NiceCNX 5. Drowning 6. Time Machine 7. Summer Fireworks 8. Let Me Be, en duo avec Autta 9. More And More 10. Season Of You | [ 76 ] |
| 2022          | EP Vinyle "365"    | 1. Good Day 2. Thanos 3. Missing You, en duo avec Zom Marie 4. Nan Na, featured par NiceCNX 5. Drowning 6. Time Machine 7. Summer Fireworks 8. Let Me Be, en duo avec Autta 9. More And More 10. Season Of You | [ 76 ] |

### Autres réalisations musicales
| Date              | Titre                                         | Remarque                                                      | Ref.   |
| ----------------- | --------------------------------------------- | ------------------------------------------------------------- | ------ |
| 26 juin 2019      | คุณครับ (You)                                   | Tunwalai x TharnType                                          | [ 77 ] |
| 6 janvier 2020    | ขอแค่เธอ (Hold Me Tight) (Acoustic Version)    | Ost.TharnType The Series เกลียดนักมาเป็นที่รักกันซะดีๆ                | [ 78 ] |
| 16 septembre 2020 | เจ้าหญิง - cover                                | Mew Suppasit x 1jakkawal                                      | [ 79 ] |
| 8 décembre 2020   | At my worst de Pink Sweat$ - cover            | Mew Suppasit                                                  | [ 80 ] |
| 6 janvier 2021    | Just the way you are de Bruno Mars - cover    | Mew Suppasit                                                  | [ 81 ] |
| 25 août 2021      | The Way I Am                                  | Gavin Haley feat. Mew Suppasit                                | [ 82 ] |
| 7 septembre 2021  | ผิดที่เป็นฉัน                                      | Indigo x Mew Suppasit                                         | [ 83 ] |
| 14 septembre 2021 | Summer Fireworks                              | Indigo x Mew Suppasit                                         | [ 84 ] |
| 21 septembre 2021 | Bad Habits d'Ed Sheeran - cover               | Mew Suppasit                                                  | [ 85 ] |
| 26 novembre 2021  | เป็นทุกอย่าง (It's everything) de Room39 - cover | Mew Suppasit (projet ชวนน้องมาร้องเพลง de Loveis Entertainment) | [ 86 ] |
| 6 octobre 2023    | รักได้รักไปแล้ว (L'amour a déjà été aimé)         | Switching Voice Project de RS MUSIC Thailand                  | [ 87 ] |

## Récompenses
| Année | Prix                            | Catégorie                                  | Résultat | Nomination                                     | Ref.   |
| ----- | ------------------------------- | ------------------------------------------ | -------- | ---------------------------------------------- | ------ |
| 2020  | Line TV Awards 2020             | Meilleure scène de baiser                  | Gagné*   | TharnType The Series                           | [ 88 ] |
| 2020  | Kazz Awards 2020                | Adolescent masculin de l'année             | Gagné    | TharnType The Series                           | [ 89 ] |
| 2020  | Kazz Awards 2020                | Meilleur couple de l'année                 | Nommé*   | TharnType The Series                           |        |
| 2020  | Kazz Awards 2020                | Meilleure scène                            | Gagné*   | TharnType The Series                           | [ 90 ] |
| 2020  | Howe Awards 2019                | Meilleur couple                            | Gagné*   | TharnType The Series                           | [ 91 ] |
| 2020  | Thai Crazy Awards 2020          | Meilleur couple                            | Gagné*   | TharnType The Series                           | [ 92 ] |
| 2020  | Maya Awards 2020                | Meilleur couple                            | Gagné*   | TharnType The Series                           | [ 93 ] |
| 2020  | Maya Awards 2020                | Star masculine                             | Gagné    | TharnType The Series                           | [ 94 ] |
| 2020  | Shopee Live Mega Festival 2020  | Meilleur couple                            | Gagné*   |                                                |        |
| 2020  | Zoomdara Awards & Showcase 2020 | Prix Zoomdara de l'année, favori du public | Gagné    |                                                | [ 95 ] |
| 2021  | Howe Awards 2020                | Best Male Singer 2020                      | Gagné    |                                                | [ 96 ] |
| 2021  | Howe Awards 2020                | New Generation 2020                        | Gagné    | pour sa fonction de CEO de Mew Suppasit Studio | [ 96 ] |
| 2021  | Maya Awards 2020                | People's Choice Solo Artist                | Gagné    |                                                |        |
| 2025  | Zoomdara Awards 2024            | Hottest Hit Song of the Year               | Gagné    | pour sa chanson Absence                        |        |

* avec Gulf Kanawut Traipipattanapong